# Erika Chambers
Erika Chambers es el seudónimo asumido del presunto agente del Mosad que estuvo detrás de la acción del 22 de enero de 1979 que acabó con la vida de Ali Hassan Salameh, líder de Septiembre Negro y conspirador principal detrás de la masacre de Múnich.

## Antecedentes
Durante los Juegos Olímpicos de Verano de 1972, celebrados en Múnich (Alemania), ocho miembros de la organización terrorista palestina Septiembre Negro tomaron como rehenes a varios miembros del equipo olímpico israelí. Tras horas de tensión y negociaciones, 11 deportistas israelíes, con todos los terroristas, acabaron muriendo en un intento fallido por salvarles en el aeródromo de Fürstenfeldbruck. En respuesta a los atentados, Israel planeó el asesinato de los sospechosos de planificar la operación, que se extendió varios años y tuvo calado internacional, en una macroperación realizada por el servicio secreto del Mosad, llamada Operación Cólera de Dios. Ali Hassan Salameh, el líder de Septiembre Negro y supuesto organizador del atentado, fue uno de los objetivos prioritarios. Fue asesinado en Beirut (Líbano) el 22 de enero de 1979.

## Operación contra Salameh y muerte
Después de hacer cinco intentos fallidos en Salameh, el Mosad reconoció que necesitaban un enfoque diferente. Desde octubre de 1978, y durante un período de seis semanas, notaron que Salameh pasaba la mayoría de las tardes con su esposa, la modelo libanesa Georgina Rizk, Miss Universo 1971, en su apartamento en Snoubra, en Beirut, y cuando no estaba en reuniones pasaba tiempo en el gimnasio y en una sauna. Después de planear un ataque con una bomba en la sauna, el plan fue vetado debido a la posibilidad de un número excesivo de víctimas civiles.
En noviembre de 1978, una trabajadora benéfica con sede en Gran Bretaña llamada Erika Mary Chambers que viajaba con un pasaporte británico emitido en 1975 llegó a Beirut. Años después las investigaciones mostraron que otros agentes del Mosad también ingresaron a Beirut en ese momento, incluidos dos que usaban los seudónimos de Peter Scriver y Roland Kolberg, que viajaban con pasaportes británicos y canadienses respectivamente.
Erika Chambers, conocida como Agente Penélope por el Mosad, llegó con una historia de fondo como graduada en la Universidad de Southampton. Con poco más de 30 años y residente en el Reino Unido, se unió a las ramas británicas de organizaciones de bienestar que apoyaban a los refugiados palestinos en el Líbano y posteriormente fue invitada a Beirut.
Los agentes del Mosad notaron que Salameh solía viajar por Beka Street desde su apartamento cercano. El 10 de enero de 1979, Chambers pagó 3 500 libras libanesas para alquilar un apartamento en el octavo piso del edificio Anis Assaf. De apariencia bohemia, Chambers era vista como excéntrica por sus compañeros residentes del bloque de apartamentos, y pasaba su tiempo rescatando gatos callejeros y pintando escenas desde el balcón de su apartamento, con vistas a la calle Beka y la Rue Verdun.
Una vez residente y trabajando con una organización benéfica palestina llamada "La Casa de la Firmeza de los niños de Telsata", diseñó una reunión con Salameh. Después de gustarle, Salameh llevó a Chambers a varias funciones, y como resultado de acercarse a Salameh, ella aprendió su detallada rutina diaria.
El 22 de enero de 1979, Salameh estaba en un convoy de dos camionetas Chevrolet que se dirigían desde el piso de Rizk al de su madre para una fiesta de cumpleaños. Chambers estaba en su balcón pintando, con su Volkswagen rojo estacionado en la Rue Verdun. Cuando el convoy de Salameh pasó el coche, en torno a las 15:35 horas, y giró en Rue Madame Curie, 100 kg de explosivo adheridos al automóvil por un compañero agente del Mosad explotaron de forma remota, ya sea por Chambers o por otro agente israelí.
Salameh estaba vivo pero herido de muerte, con un trozo de metralla de metal de acero incrustado en la cabeza. Fue trasladado de urgencia al American University Hospital, donde murió en la mesa de operaciones a las 16:03 horas. Otras ocho personas murieron en la explosión, incluidos cuatro de sus guardaespaldas y cuatro transeúntes, entre los que se encontraban una monja de Alemania Occidental y una secretaria británica llamada Susan Wareham. Otras 18 personas en los alrededores también resultaron heridas.
La explosión sacudió Beirut y fue vista por el agente del Mosad, Mike Harari, desde un bote frente a la costa. Inmediatamente después de la operación, los tres oficiales del Mosad huyeron sin dejar rastro, al igual que otros 14 agentes que se cree que estuvieron involucrados en la operación.
Salameh fue enterrado frente a una multitud de 100 000 personas en el cementerio de los mártires de Beirut. Yasser Arafat fue uno de los portadores del féretro.

## Hechos posteriores

### Pasaportes británicos
En 1986, un trabajador de la embajada israelí fue detenido en Alemania Occidental por una agencia desconocida con una bolsa que contenía pasaportes británicos falsos. La información se pasó al gobierno del Reino Unido y, posteriormente, el ministro de Relaciones Exteriores, Timothy Renton, se reunió con el embajador israelí Yehuda Avner en octubre de 1986 sobre el "uso indebido por parte de las autoridades israelíes de pasaportes británicos falsificados".
El 16 de marzo de 1987, Sunday Times publicó la historia, afirmando que los documentos falsos estaban destinados a ayudar a los agentes del servicio secreto israelí a atacar a los enemigos en el extranjero. Por ejemplo, el periódico declaró que agentes israelíes utilizaron pasaportes británicos falsos tanto en la Operación Primavera de Juventud como en el caso de Cólera de Dios, facilitando el acceso a suelo libanés de Erika Chambers. El artículo decía que Israel se disculpó más tarde y prometió no volver a hacerlo.

### Wilhelm Dietl
Después de trabajar como agente del Bundesnachrichtendienst (BND), el servicio federal de investigación de la República Federal de Alemania, el periodista Wilhelm Dietl escribió una serie de libros, incluyendo una autobiografía en la que revelaba parte de sus actividades. Un libro trataba de un agente del Mosad a quien llamaba "Erika Chambers", a quien también dedicó un capítulo en otro libro:

Su personaje me fascinó. Estuve en Beirut y conocí a gente de la OLP, y siempre hablaban de la operación en la que participó. Chambers era la agente del Mossad que en 1979 mató a Ali Hassan Salameh, quien era uno de los asistentes de (Yasser) Arafat, un playboy palestino y las operaciones oficiales de Septiembre Negro. Fue uno de los planificadores del asesinato de los atletas israelíes en los Juegos Olímpicos de Múnich. Apretó el botón del control remoto que detonó la bomba, que había sido colocada a lo largo de la ruta que conducía Salameh. La investigación posterior llevada a cabo por la OLP encontró que ella había dejado un rastro de direcciones en Ginebra y Alemania, y por lo tanto pensó que lo había hecho deliberadamente para que la OLP creyera, erróneamente, que la acción fue perpetrada por el BND, o que el BND fue cómplice de él, en venganza por Múnich.

Según el testimonio de Dietl, Chambers era una ciudadana británica que estudió hidrología en Australia. Llegó a la Universidad Hebrea de Jerusalén cuando tenía poco más de 20 años para continuar sus estudios y fue reclutada por el Mosad.